# Строппо

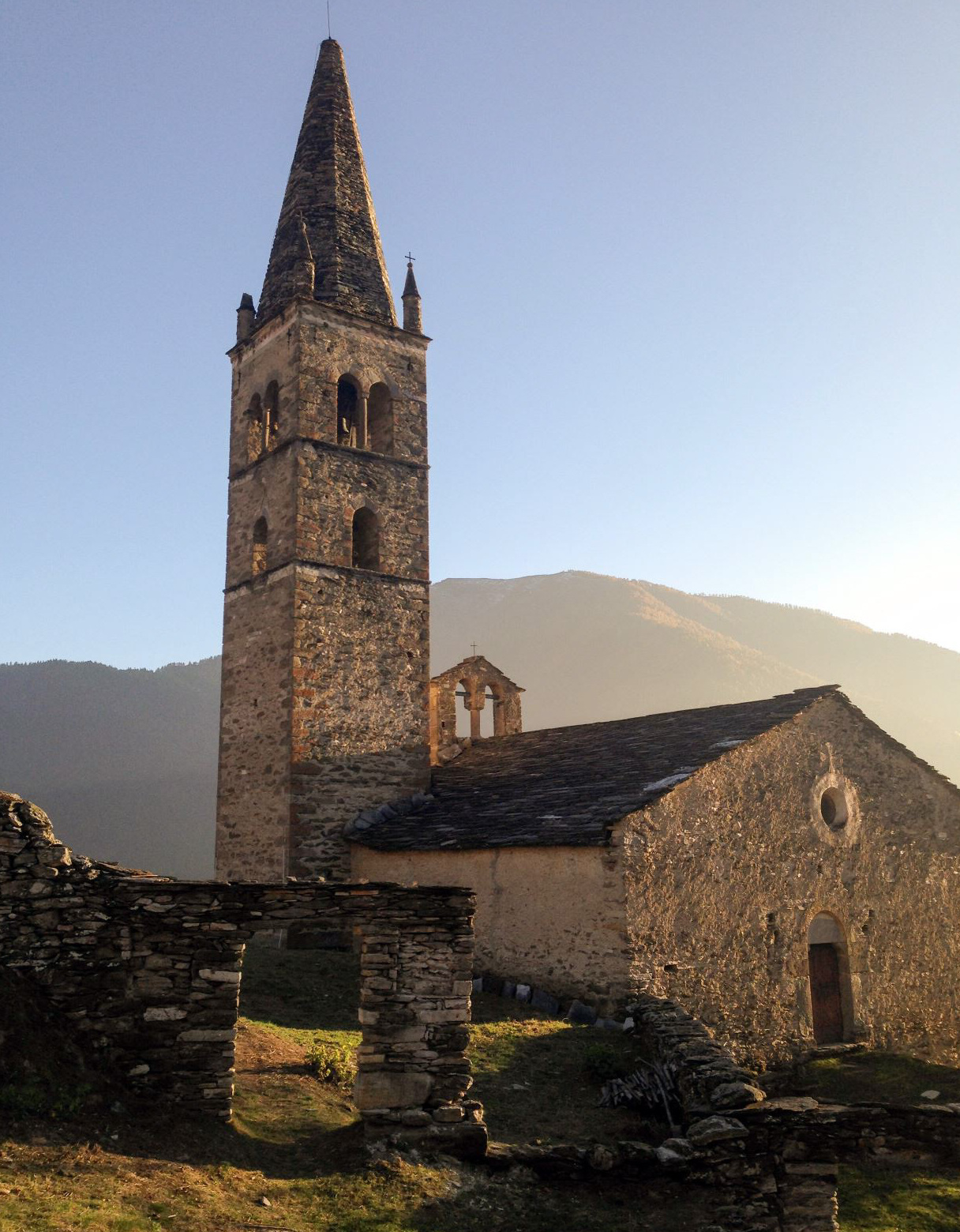
Храм свв. апостолов Петра и Павла (San Peyre)

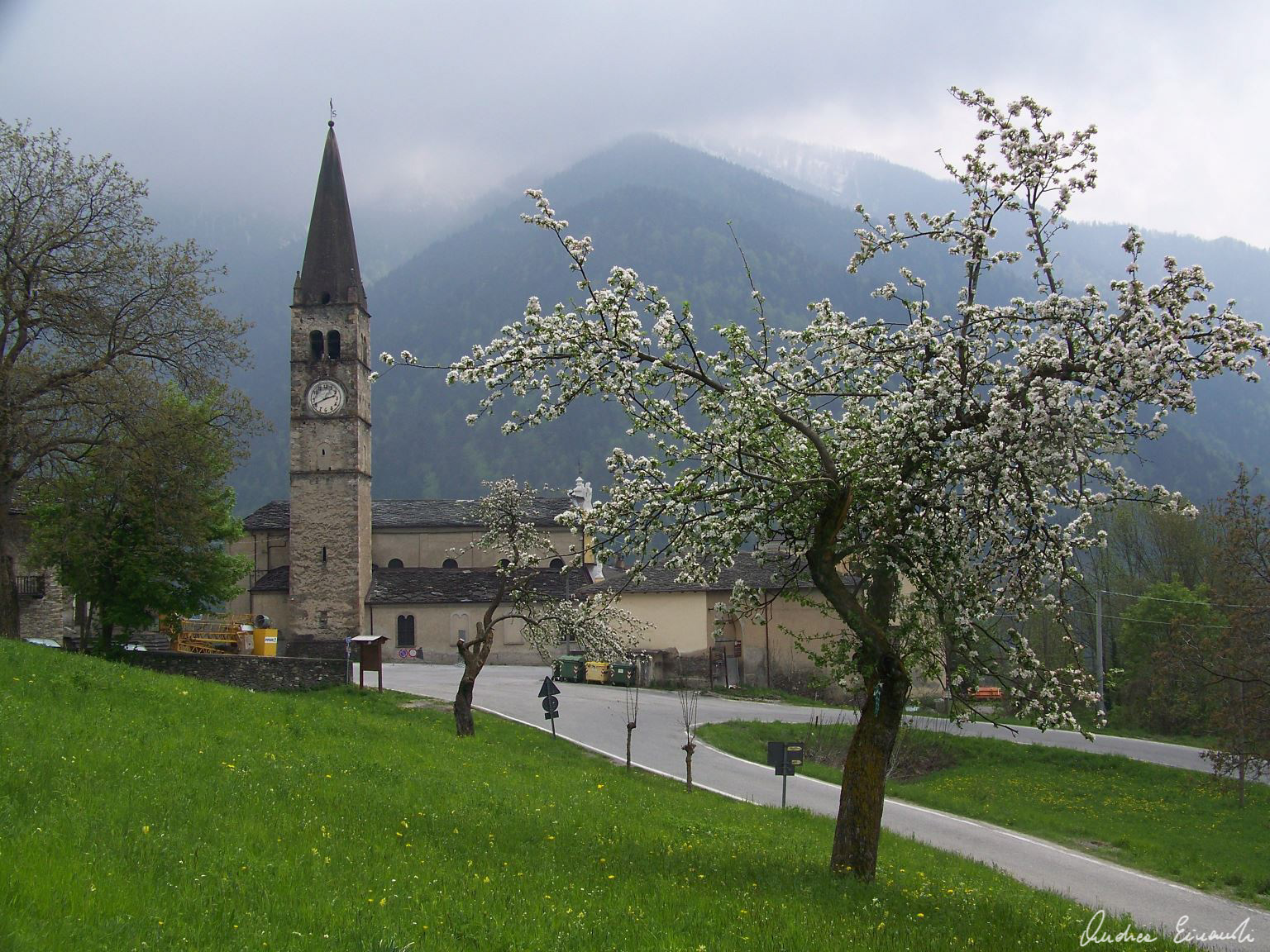
Храм св. Иоанна Крестителя (Paschero)

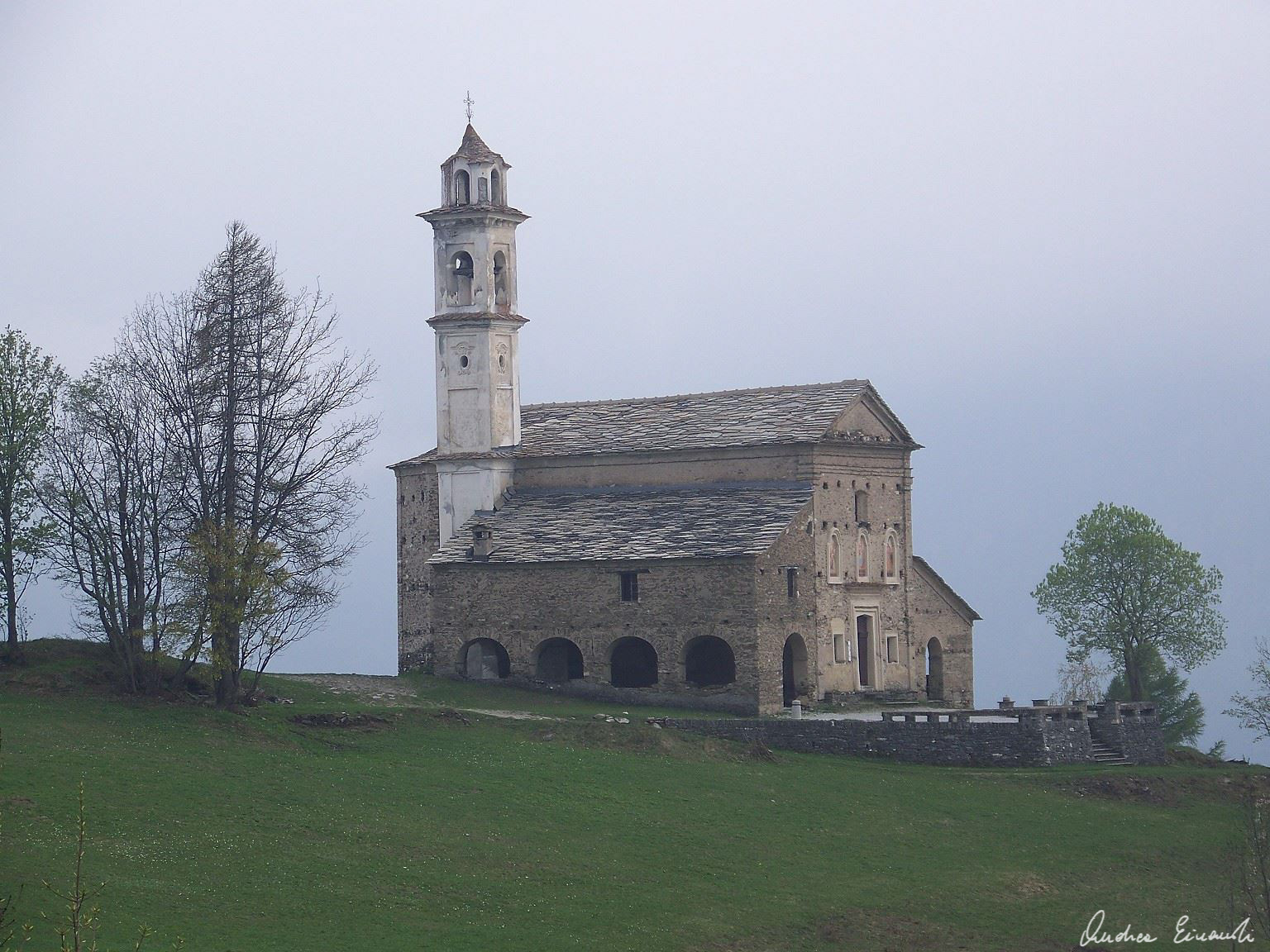
Санктуарий Пресвятой Богородицы (Моринезио)

Строппо (итал. Stroppo, пьем. Stròp, окс. Estròp / Estrop) — коммуна в Италии, располагается в регионе Пьемонт, в провинции Кунео.
Население составляет 108 человек (2008 г.), плотность населения составляет 4 чел./км². Занимает площадь 28 км². Почтовый индекс — 12020. Телефонный код — 0171.
Покровителем коммуны почитается святой Иоанн Предтеча, празднование 24 июня.

## Демография
Динамика населения:

## Администрация коммуны
- Официальный сайт: http://www.comune.stroppo.cn.it